# 裕华路街道
裕华路街道，是中华人民共和国河北省石家庄市裕华区下辖的一个乡镇级行政单位。

## 行政区划
裕华路街道下辖以下地区：
青园街第一社区、青园街第二社区、青园街第三社区、青园街第四社区、青园小区社区、东风路社区、建设南大街社区、东兴社区和富强西区社区。